# Números primarios semiperfectos

Manifestación gráfica que 1 = 1/2 + 1/3 + 1/11 + 1/23 + 1/31 + 1/(2×3×11×23×31). Por lo tanto el producto, 47058, es un número primario pseudo perfecto.

En matemáticas, y particularmente en teoría de números, N es un número primario semiperfecto si  satisface la ecuación de fracción egipcia.
{\displaystyle \sum _{p|N}{\frac {1}{p}}+{\frac {1}{N}}=1,}
Donde la suma es solamente sobre los factores primos de N.

## Propiedades
Igualmente, N es un número primario semiperfecto si  satisface
{\displaystyle \sum _{p|N}{\frac {N}{p}}+1=N.}
Excepto para el número primario semiperfecto N = 2, esta expresión da una representación para N como la suma de distintos factores de N. Por tanto, cada número primario semiperfecto N (excepto N = 2) es también semiperfecto.
Los ocho números primarios semiperfectos son
2, 6, 42, 1806, 47058, 2214502422, 52495396602, 8490421583559688410706771261086 ((sucesión A054377 en OEIS)   ).
Los primeros cuatro de estos números son uno menos de los números correspondientes en la secuencia de Sylvester, pero a partir de ahí las dos secuencias divergen.
Es desconocido si  hay infinitos números primarios semiperfectos, o si  hay un número finito de ellos.
Los factores primos de los números primarios semiperfectos pueden ser una solución al Problema de Znám, en el cual todos los elementos del conjunto de la solución son primos. Por ejemplo, los factores primos del número primario semiperfecto 47058 forman el conjunto de soluciones {2,3,11,23,31} al problema de Znám. Sin embargo, los números primarios semiperfectos más pequeños (2, 6, 42, 1806) no corresponden a soluciones de dicho problema, ya que sus conjuntos violan el requerimiento de que ningún número en el conjunto puede ser igual a uno más el producto de los otros  números. Anne (1998) observó que hay exactamente un conjunto solución the este tipo que tiene k primos en él, para cada k ≤ 8, y conjeturó que lo mismo ocurre para k mayores.
Si un número primario semiperfecto N es uno menos de un número primo, entonces N×(N+1) es también semiperfecto primario. Por ejemplo, 47058 es semiperfecto primario, y 47059 es primo, así que 47058 × 47059 = 2214502422 es también semiperfecto primario.

## Historia
Los números primarios semiperfectos fueron investigados y nombrados por primera ver por Butske, Jaje, y Mayernik (2000). Utilizando técnicas de búsqueda computacional,  probaron el resultado notable que para cada entero positivo r hasta 8, existe exactamente un número primario semiperfecto con precisamente r (distintos) factores primos, a saber, el enésimo número primario semiperfecto conocido. Aquellos con 2 ≤ r ≤ 8, cuando reducidos módulo 288, forman la progresión aritmética 6, 42, 78, 114, 150, 186, 222, como observaron Sondow y MacMillan (2017).